# Speckle dinámico
El Speckle dinámico en Física es un resultado de la evolución temporal de un diagrama de speckle en el que variaciones en los elementos dispersores responsables por la formación de la figura de interferencia en la situación estática son las responsables de los cambios que se producen en la figura, donde los granos de speckle varían su intensidad (nivel de gris) así como su forma a lo largo del tiempo.

## Información presente en el diagrama de speckle
La figura dinámica muestra entonces cambios que, si son analizados a lo largo del tiempo, representan el nivel de actividad del material iluminado. El efecto visual parece el de un líquido hirviendo o una imagen de televisión fuera de sintonía. Él puede ser analizado por medio de diversas herramientas matemáticas y estadísticas y se puede obtener información numérica o visual sobre su intensidad.

Debido a que el número de dispersores es muy elevado el fenómeno colectivo resulta complicado de interpretar y no se puede inferir cuales dispersores contribuyen más al efecto final y de que manera.
Las medidas que se obtienen mediante las diferentes herramientas de análisis presentan al nivel de actividad como una suma de contribuciones de fenómenos causados por el efecto Doppler de la luz dispersada así como de otros fenómenos activos eventualmente presentes. La luz dispersada con leves cambios en su frecuencia se bate sobre el detector dando origen a las variaciones de intensidad lentas que constituyen el dinamismo del speckle.
Un medio biológico, por ejemplo, que es un medio que contiene un gran número de dispersores móviles, presenta también cambios en los índices de refracción de los medios que lo componen, cambios en poder rotatorio así como otros lo que es la causa de la complejidad en la identificación y aislamiento de esos fenómenos. Por lo tanto, la interpretación completa de la actividad de la muestra por medio del Speckle dinámico presenta grandes desafíos.
La Figura 1 muestra una secuencia de diagramas de speckle en una semilla de maíz con el efecto dinámico más intenso en las áreas donde ocurre mayor actividad de los dispersores, en este caso en el embrión y en una fractura de la semilla. El embrión se encuentra en la parte inferior izquierda y la fractura (con un aspecto similar al de un río) en el centro. En la fractura la actividad se debe a la mayor evaporación de agua que está en el interior de la semilla, mientras que en el embrión, la actividad más intensa es debida al metabolismo de los tejidos vivos junto con la actividad causada por la evaporación de agua. En el endosperma, en su parte superior derecha, la relativamente baja actividad es debida sólo a la acción del agua en evaporación.

## Aplicaciones
El tejido biológico es uno de los de mayor complejidad de los presentes en la Naturaleza. Está situación es agravada por la variabilidad intrínseca presente de una muestra a otra, lo que dificulta todavía más la comparación de resultados entre distintas muestras aún para el mismo estímulo.
En materiales biológicos, el Speckle dinámico este fenómeno es también conocido como biospeckle y permite el análisis de la actividad biológica o su representación en imágenes en diversas aplicaciones como por ejemplo en semillas, hongos, frutos, flujo sanguíneo, parásitos, bacterias , films biológicos, helados, raíces, semen,  entre otros.
Las aplicaciones del Speckle dinámico en materiales no biológicos son también varias, entre ellas el análisis del secado de pinturas, el control de geles, espumas, corrosión, eflorescencia, etc.